# Kartuzy
Kartuzy là một thị trấn thuộc huyện Kartuski, tỉnh Pomorskie ở bắc Ba Lan. Thị trấn có diện tích 7 km². Đến ngày 1 tháng 1 năm 2011, dân số của thị trấn là 14922 người và mật độ 2194 người/km².